# Mercè Amorós
Mercè Amorós i Sans es una empresaria y política española. Dedicada al sector turístico, ha sido presidenta de la Asociación Gerundense de Empresarios y diputada por el partido político de Convergència i Unió (CiU) por la provincia de Gerona en las elecciones generales españolas de 1996. Dentro del Congreso de los Diputados formó parte de la Comisión mixta de los derechos de la mujer. Posteriormente abandonó la coalición y fue candidata por el PP en las elecciones en el Parlamento de Cataluña de 2006, pero no fue escogida.